# شاتليه (مترو باريس)
شاتليه (بالفرنسية: Châtelet)‏ هي محطة مترو تابعة لمترو باريس تقع في فرنسا في الدائرة الأولى في باريس.[بحاجة لمصدر]

## معرض صور

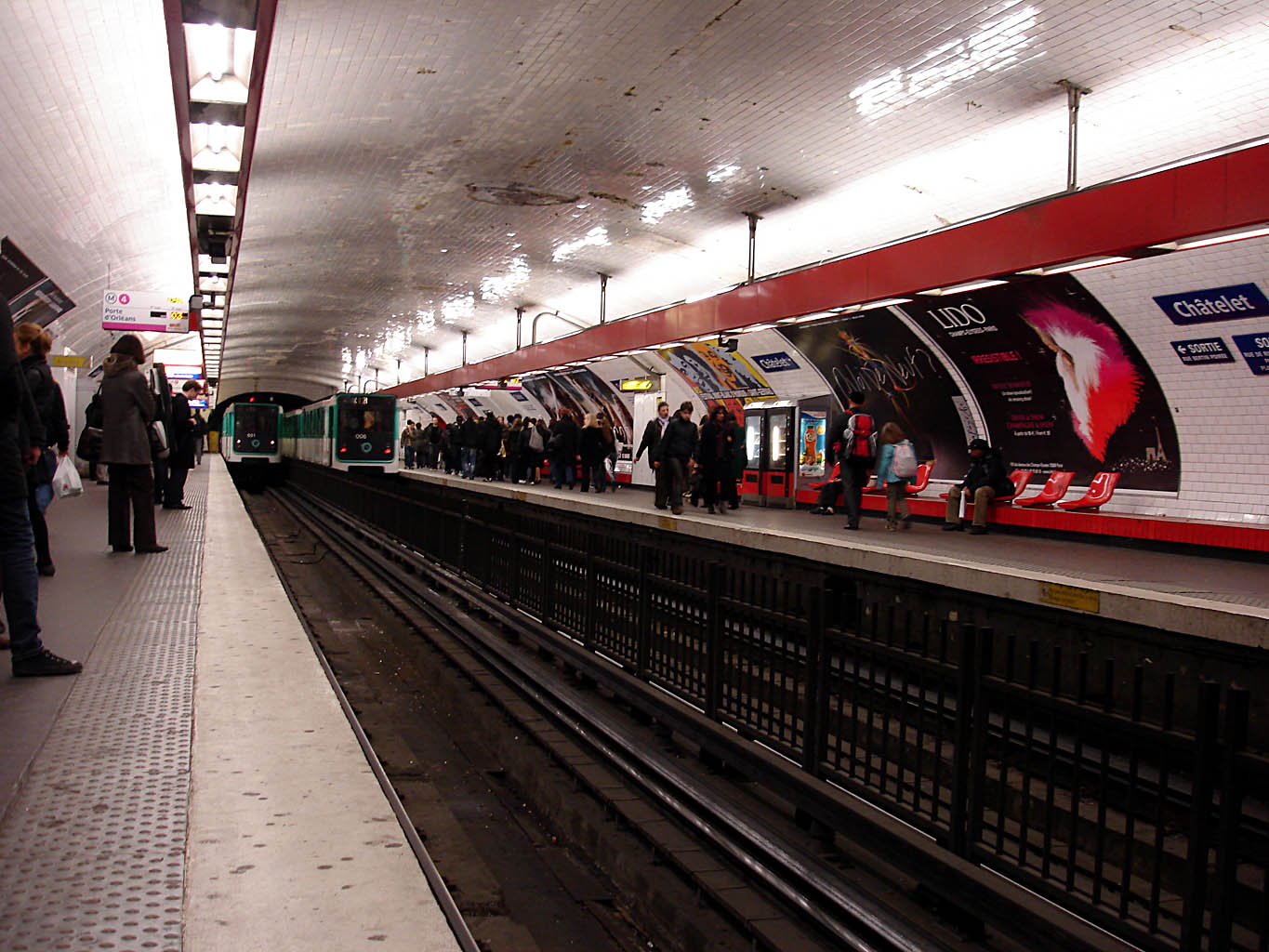
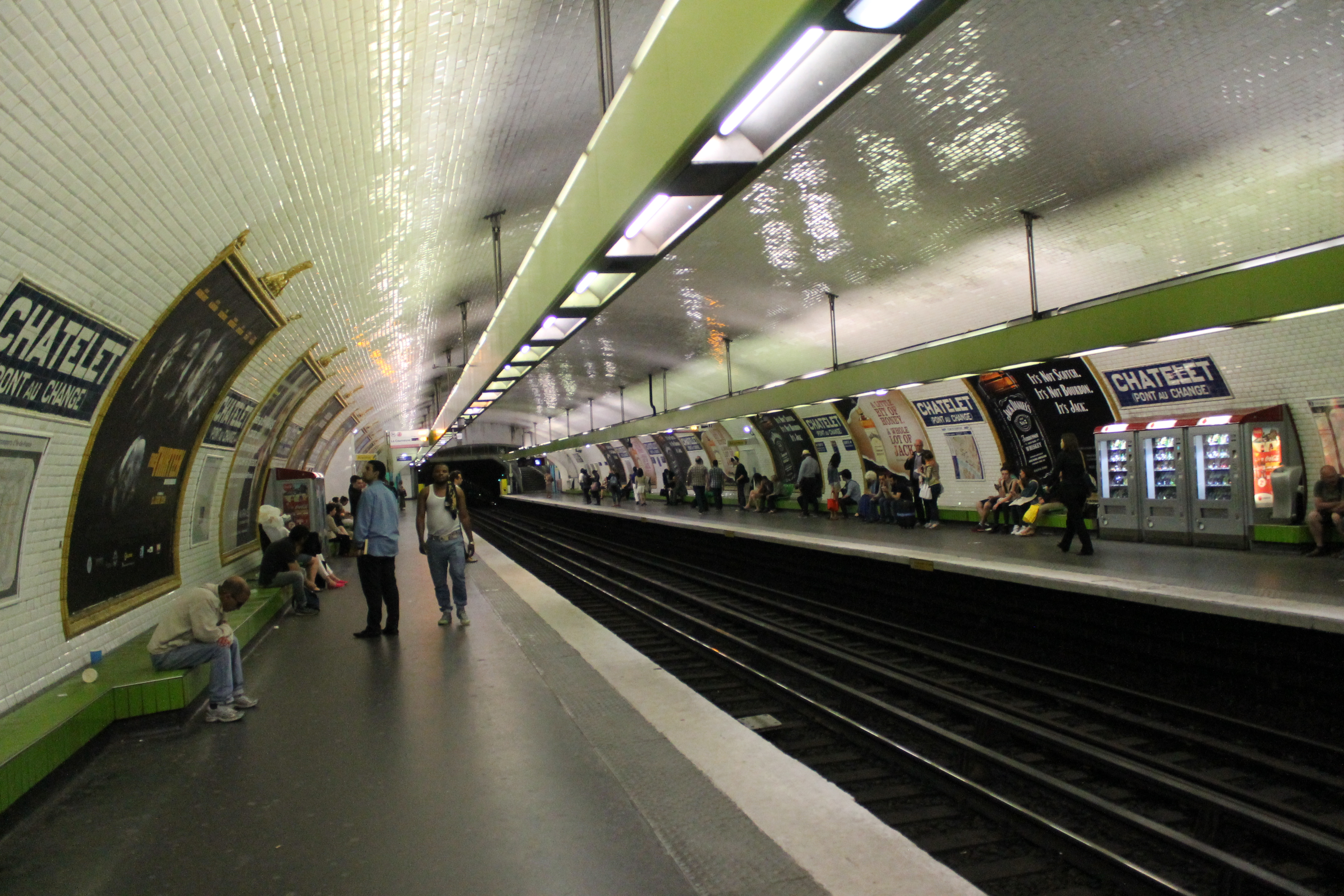
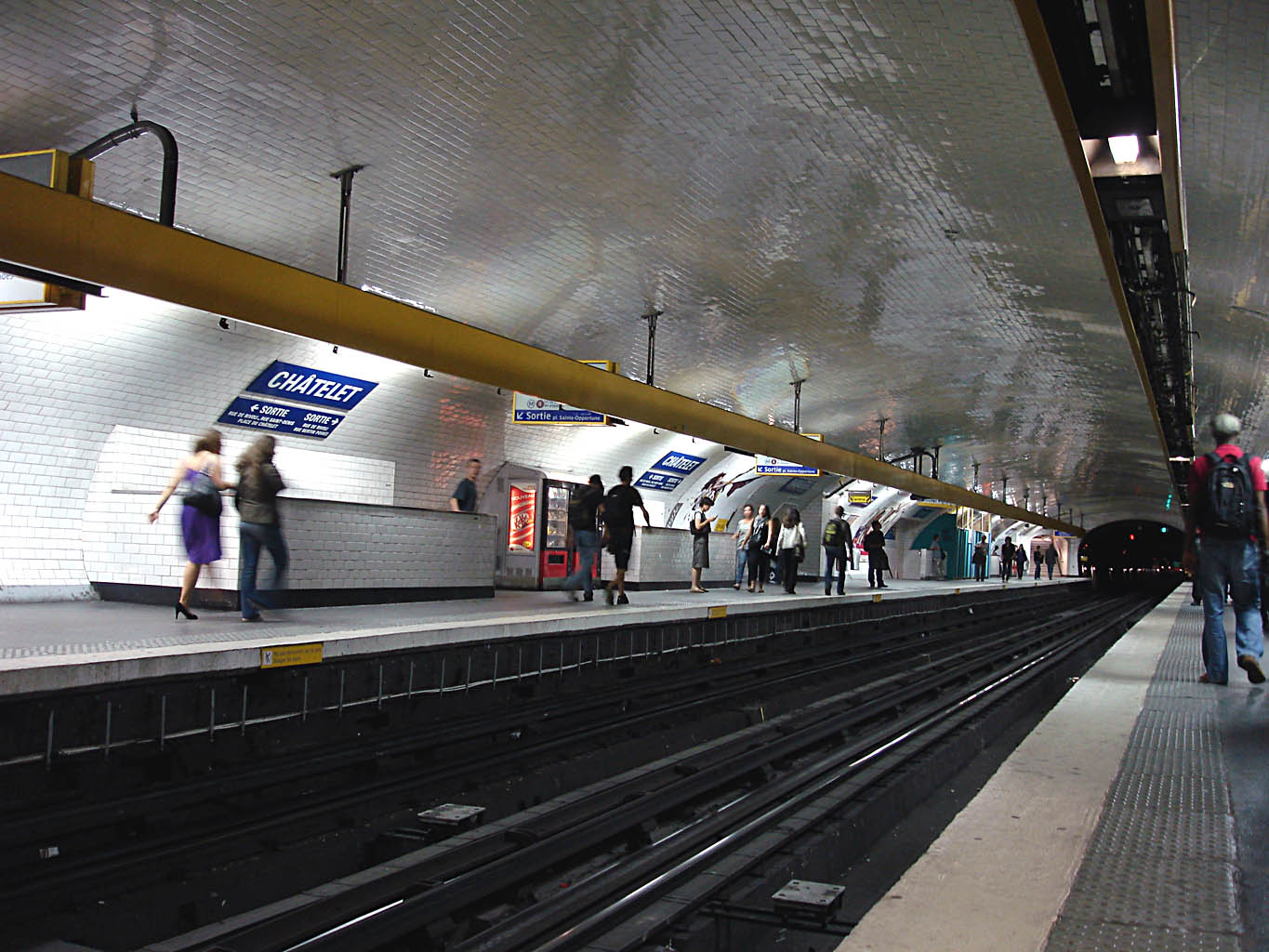
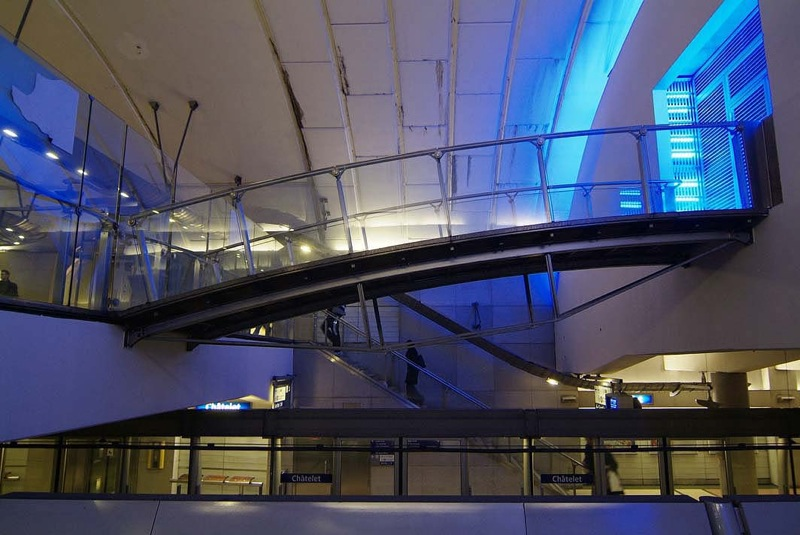
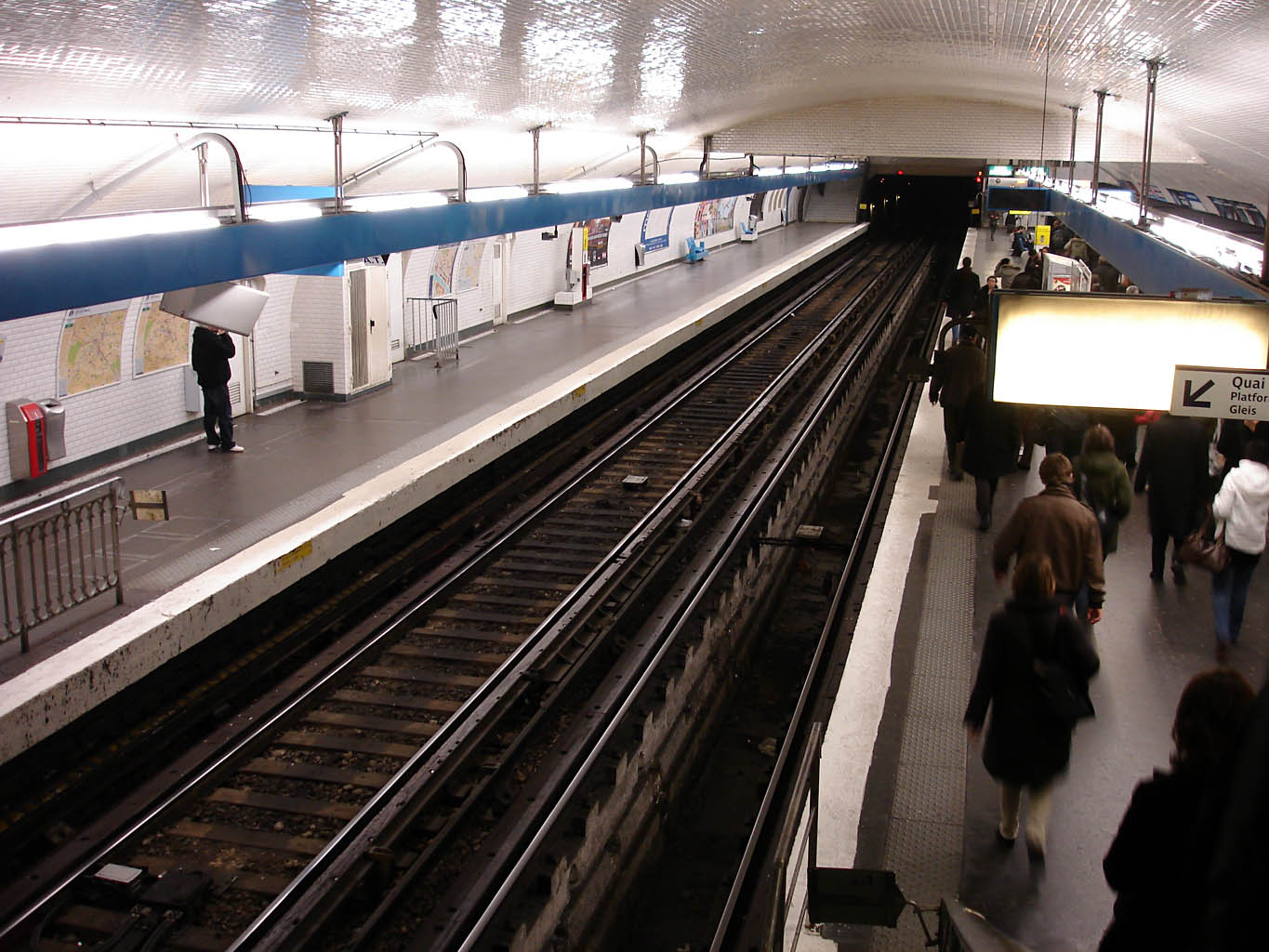